# Jitka Němcová
Mgr. Jitka Němcová (* 5. prosince 1950 Praha) je česká televizní a filmová scenáristka, režisérka a filmová pedagožka, manželka filmového režiséra Otakara Vávry.

## Život
Narodila se v Praze – Dejvicích jako nejmladší ze 4 dětí. Absolvovala střední všeobecně vzdělávací školu. Během svých studií na FAMU působila (stejně jako Fero Fenič) na jednoroční stáži v Římě u známého italského režiséra Federika Felliniho.
Dlouhodobě pracuje pro Českou televizi (dříve Československou televizi), kde točí pořady různých typů od povídek přes pohádky a zábavné pořady (Abeceda, Portréty z not) k dokumentárním cyklům a přímým přenosům (Noc s Andělem). Je pro ni charakteristický žánr hraného dokumentu jakoby z přímého přenosu s prvky mystifikace a tajemna, kdy nepoučený divák neví, zdali jde o výmysl nebo o skutečnost (inscenace Taneční zábava).
Působila také jako pedagožka na pražské FAMU.

## Filmografie

### Televizní tvorba
- 1979 Vdovcovy intimní večery
- 1980 Zabijačka
- 1982 Dnes vaří Barevná kapela
- 1985 Revue za šest korun
- 1988 Románek se vším možným
- 1988 Přejděte na druhou stranu (TV seriál)
- 1990 O babě hladové
- 1990 Taneční zábava
- 1992 Prezident a anděl
- 1992 Uctivá poklona, pane Kohn (TV seriál)
- 1998 Přehmat (z cyklu Bakaláři)
- 1998 Skříň
- 1999 Nevěsta pro Paddyho
- 1999 Sponzor (z cyklu Bakaláři)
- 2000 Hodina pravdy
- 2001 Den, kdy nevyšlo slunce
- 2002 Zvon Lukáš
- 2004 Ruth to vidí jinak
- 2005 3 plus 1 s Miroslavem Donutilem (TV cyklus)
- 2005 Jako kočka a pes
- 2005 Leasing
- 2005 Sám doma IV.
- 2006 Nadměrné maličkosti: Dámský gambit
- 2007 Křišťálek meč
- 2007 Trapasy (TV seriál)
- 2008 Setkání v Praze, s vraždou
- 2010 Jseš mrtvej, tak nebreč

### Filmová tvorba
- 2013 Zuzana Michnová: Jsem slavná tak akorát (celovečerní dokument)
- 2017 Nechte zpívat Mišíka (celovečerní dokument)